# Aridius norvegica
Aridius norvegica es una especie de coleóptero de la familia Latridiidae.

## Distribución geográfica
Habita en Noruega.